# KF Skënderbeu Korçë

Logo-ul precedent

KF Skënderbeu Korçë este un club de fotbal din Korçë, Albania, care evoluează în Kategoria superiore.

## Lotul actual
La 28 iulie 2015.
| Nr. |          | Poziție | Jucător                                  |
| --- | -------- | ------- | ---------------------------------------- |
| 1   | Albania  | P       | Orges Shehi (vice-captain)               |
| 3   | Albania  | F       | Renato Arapi                             |
| 4   | Albania  | F       | Bruno Lulaj                              |
| 5   | Albania  | F       | Bajram Jashanica                         |
| 6   | Albania  | M       | Bekim Dema                               |
| 7   | Albania  | M       | Gerhard Progni                           |
| 8   | Mali     | M       | Bakary Nimaga                            |
| 9   | Brazilia | A       | Mateus Lima                              |
| 10  | Albania  | M       | Bledi Shkëmbi (captain)                  |
| 11  | Albania  | M       | Leonit Abazi                             |
| 12  | Albania  | P       | Erjon Llapanji                           |
| 14  | Albania  | A       | Hamdi Salihi                             |
| 17  | Bulgaria | A       | Ventsislav Hristov (on loan from Rijeka) |

| Nr. |          | Poziție | Jucător         |
| --- | -------- | ------- | --------------- |
| 19  | Albania  | F       | Tefik Osmani    |
| 20  | Brazilia | F       | Ademir          |
| 21  | Albania  | A       | Arbër Abilaliaj |
| 23  | Albania  | M       | Bernard Berisha |
| 25  | Albania  | M       | Bujar Shabani   |
| 27  | Albania  | M       | Liridon Latifi  |
| 30  | Brazilia | M       | Esquerdinha     |
| 32  | Albania  | F       | Kristi Vangjeli |
| 33  | Croația  | F       | Marko Radaš     |
| 88  | Albania  | M       | Sabjen Lilaj    |
| 99  | Nigeria  | A       | Peter Olayinka  |
| —   | Albania  | M       | Ervin Bulku     |